# Comuna de Kłobuck
Kłobuck (polaco: Gmina Kłobuck) é uma gminy (comuna) na Polónia, na voivodia de Silésia e no condado de Kłobuck. A sede do condado é a cidade de Kłobuck.
De acordo com os censos de 2004, a comuna tem 20 414 habitantes, com uma densidade 156,5 hab/km².

## Área
Estende-se por uma área de 130,4 km², incluindo:
- área agricola: 64%
- área florestal: 26%

## Demografia
Dados de 30 de Junho 2004:
|                      | Total   | Total | Mulheres | Mulheres | Homens  | Homens |
| -------------------- | ------- | ----- | -------- | -------- | ------- | ------ |
|                      | pessoas | %     | pessoas  | %        | pessoas | %      |
| População            | 20 414  | 100   | 10 489   | 51,4     | 9925    | 48,6   |
| Densidade (pop./km²) | 156,5   | 100   | 80,4     | 80,4     | 76,1    | 76,1   |

De acordo com dados de 2002, o rendimento médio per capita ascendia a 1206,85 zł.

## Subdivisões
- Biała, Borowianka, Gruszewnia, Kamyk, Kopiec, Lgota, Libidza, Łobodno, Nowa Wieś, Rybno.

## Comunas vizinhas
- Częstochowa, Miedźno, Mykanów, Opatów, Wręczyca Wielka